# Henry Meysey-Thompson (1er baron Knaresborough)
Henry Meysey Meysey-Thompson, 1er baron Knaresborough (30 août 1845-3 mars 1929) est un homme politique libéral (et plus tard unioniste libéral) qui siège à la Chambre des communes entre 1880 à 1905, lorsqu'il est élevé à la pairie en tant que baron Knaresborough.

## Biographie
Meysey-Thompson est né à Kirby Hall, près de Great Ouseburn, dans le Yorkshire du Nord, le fils d'Harry Meysey-Thompson, 1er baronnet et de son épouse Elizabeth Anne Croft, fille de John Croft, 1er baronnet. Ses frères, Albert et Charles remportent la Coupe d'Angleterre de football avec les Wanderers en 1872 et 1873 respectivement.
Il fait ses études au Collège d'Eton et au Trinity College de Cambridge où il remporte son bleu en athlétisme et obtient un BA en 1868.
Il devient secrétaire privé de William Ewart Gladstone. En 1874, il devient baronnet Meysey-Thompson titre créé pour son père moins de deux mois auparavant. Il est juge de paix pour les circonscriptions nord et ouest du Yorkshire et capitaine dans la cavalerie Yeoman Yorkshire Hussars.
Aux élections générales de 1880, Meysey-Thompson est élu député libéral de Knaresborough, mais son élection est déclarée nulle le 23 juillet 1880. En 1885, il se présente sans succès dans le North Lincolnshire. Aux élections générales de 1885, il est élu député de Brigg. Cependant, en 1886, il s'oppose au projet de loi irlandais de Gladstone sur l'autonomie locale, il rejoint le Parti libéral unioniste séparatiste, mais n'est pas réélu.
Meysey-Thompson est élu député de Handsworth (à la périphérie de Birmingham), aux élections générales de 1892, et occupe ce siège jusqu'à ce qu'il soit anobli le 26 décembre 1905 en tant que baron Knaresborough, de Kirkby Hall dans le comté de York.
Lord Knaresborough est président du North Eastern Railway de 1912 à 1922.

## Vie privée

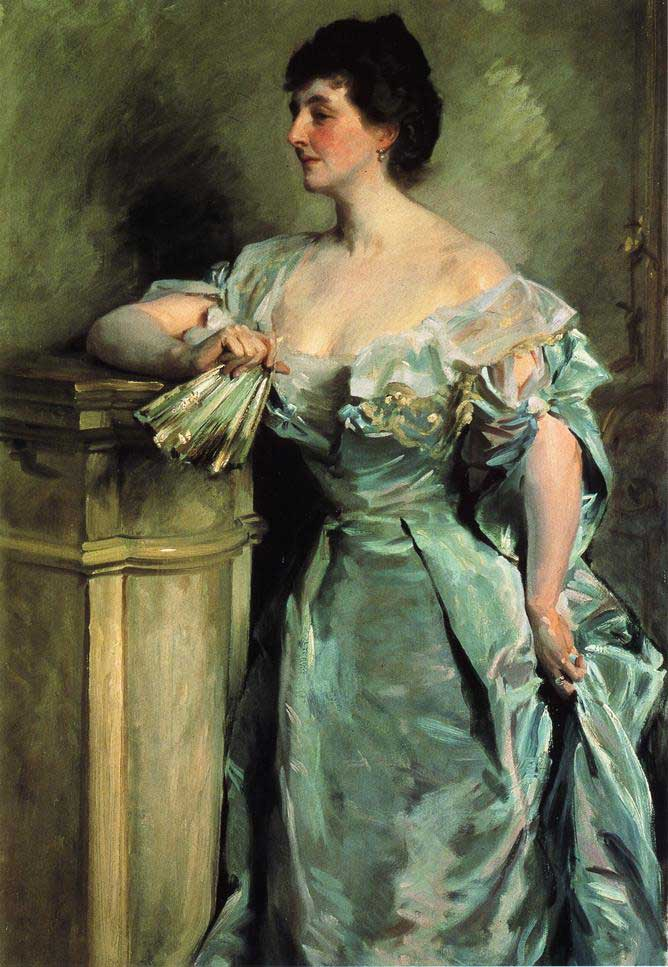
Lady Meysey-Thompson, John Singer Sargent, v. 1901

Le 21 avril 1885, Meysey-Thompson épouse Ethel Adeline Pottinger (1864–1922), fille d'Henry Pottinger, 3e baronnet,. Vers 1901, sa femme est peinte par le portraitiste américain John Singer Sargent. Henry et Ethel sont les parents d'un fils et de quatre filles, dont:
- Violet Ethel Meysey-Thompson (1886–1960), qui épouse Alexander Moore Vandeleur. Après sa mort, elle épouse Algar Howard.
- Claude Henry Meysey-Thompson (1887–1915), décédé pendant la Première Guerre mondiale à Ypres des suites de blessures reçues au combat.
- Helen Winifred Meysey-Thompson (1889–1958), qui épouse Richard Legh, 3e baron Newton (1888–1960)[9]
- Doris Mary Pottinger Meysey-Thompson (1899–1953), qui épouse le capitaine Francis Egerton, petit-fils de l'amiral de la Royal Navy Francis Egerton (amiral)
- Gwendolen Carlis Meysey-Thompson (1903–1989), qui épouse le lieutenant-colonel Charles Richmond Brown, 4e baronnet (1902–1995) en 1951. Ils divorcent en 1968.

Il est mort à Londres à l'âge de 83 ans. La pairie s'éteint à la mort de Lord Knaresborough en 1929, mais le titre de baronnet passe à un neveu, Algar de Clifford Charles Meysey-Thompson.